# Love (álbum de The Beatles)
Love é um álbum dos Beatles lançado em Novembro de 2006. Produzido por George Martin e seu filho Giles Martin, é uma coletânea de músicas remixadas, criadas especialmente para o show  LOVE do Cirque du Soleil .

## História do Projeto
Amantes de corridas de carros, George Harrison e Guy Laliberté, fundador e dono do Cirque du Soleil, tornaram-se grande amigos. George, então, planejava criar um espetáculo em parceria com o grupo de artes circenses. Com a sua morte em 29 de novembro de 2001, o projeto foi suspenso temporariamente. Mais tarde, após amplas negociações entre as partes envolvidas, Guy Laliberté  entregou a missão de criar um espetáculo baseado nas músicas dos Beatles a um de seus diretores e coreógrafos, Dominic Champagne. O show teria por nome “Love”. Restava criar a trilha sonora, com as músicas do quarteto. A escolha para a missão recaiu em George Martin, que havia trabalhado como produtor dos Beatles na maior parte de suas criações. Para montar essa mistura sonora, George Martin chamou o seu filho Giles Martin para auxilia-lo na tarefa. Com a aprovação de Paul McCartney, Ringo Starr, Yoko Ono (herdeira de John Lennon) e Olívia Harrison (herdeira de George Harrison), os dois levaram dois anos misturando e mesclando as músicas, em cima das fitas master existentes. 

## As Músicas
Foram utilizados 130 trechos de músicas  para criar as 26 faixas do CD que são apresentadas no espetáculo. 
O som das músicas é superior, já que foi criado utilizando a tecnologia digital, a mesma utilizada para produzir os álbuns remasterizados (Remasters) da banda, lançados recentemente em CD´s e na Internet.

## O Espetáculo
O show estreou em Las Vegas, na casa de espetáculo Mirage, em  30 de junho de 2006. Nele estavam presentes Paul McCartney, Ringo Starr, Yoko Ono, Cynthia Lennon, Julian Lennon, Olivia Harrison, Dhani Harrison e  George Martin. Foi o maior encontro da família Beatles desde o fim do grupo. 

## O Lançamento
Love foi lançado no exterior em dois formatos: CD simples ou CD simples mais áudio DVD em som Dolby Digital 5.1 Surround Sound.

## As Faixas
Todas as faixas foram compostas por John Lennon e Paul McCartney, exceto as indicadas.
1. Because – 2:44
2. Get Back – 2:05
3. Glass Onion – 1:20
4. Eleanor Rigby
Julia (transição) – 3:05
5. I Am the Walrus – 4:28
6. I Want to Hold Your Hand – 1:26
7. Drive My Car / The Word / What You're Doing – 1:54
8. Gnik Nus – 0:55
9. Something (George Harrison) / Nowhere Man
Blue Jay Way (transição) – 3:29
10. Being for the Benefit of Mr. Kite! / I Want You (She's So Heavy) / Helter Skelter – 3:22
11. Help! – 2:18
12. Blackbird / Yesterday – 2:31
13. Strawberry Fields Forever – 4:31
14. Within You Without You / Tomorrow Never Knows (Harrison, Lennon & McCartney) – 3:07
15. Lucy in the Sky with Diamonds – 4:10
16. Octopus's Garden (Ringo Starr) – 3:18
17. Lady Madonna/Hey Bulldog – 2:56
18. Here Comes the Sun (Harrison)
The Inner Light (transição) – 4:18
19. Come Together / Dear Prudence
Cry Baby Cry (transição) – 4:45
20. Revolution – 2:14 ( na versão CD) / 3:23 ( na versão DVD)
21. Back in the USSR – 1:54 (na versão CD) / 2:34 (na versão DVD)
22. While My Guitar Gently Weeps (Harrison) – 3:46
23. A Day in the Life – 5:08
24. Hey Jude – 3:58
25. Sgt. Pepper's Lonely Hearts Club Band (Reprise) – 1:22
26. All You Need Is Love – 3:38

## Ligações Externas
- Site oficial do show Love
- Love no site oficial dos Beatles